# Casa de Ventós I
La Casa de Ventós I és una obra de Begur (Baix Empordà) inclosa a l'Inventari del Patrimoni Arquitectònic de Catalunya.

## Descripció
Edifici enclavat en una punta de la cala i amb cistes excel·lents a mar. Se'ns retalla com una gran pendent que s'adrecen al mar (que baixa cap a ell) i que segueix la directriu en planta d'un eix longitudinal que travessa l'edifici, i que neix a l'exterior i va a morir en estar en diferents desnivells (al seu costa t hi ha el menjador amb un gran obertura que permet l'exteriorització del a peça). L'eix longitudinal es va repartint per la casa a manera d'espina de peix i permet l'accés a les diferents estances.
L'entrada es recull per la part lateral esquerra (que és una façana corba i que conté les grans obertures. Quest porxo es pot tancar, i es converteix en l'aparcament i obert a marina.
Sembla con si l'edifici s'emmotllés a les corbes de nivell del terreny, tancant-se a la vila i obrint-se a les vistes.
El terreny es limitat pel camí de ronda de Sa Riera.
A l'interior hi ha un pati triangular (l'edifici necessita de la llum al darrere per evitar l'enfosquiment de la muntanya)